# Donald Carcieri
Donald L. "Don" Carcieri (East Greenwich, Rhode Island, 16 december 1942) is een Amerikaans politicus. Hij was de 73e gouverneur van de staat Rhode Island en is lid van de Republikeinse Partij.

## Levensloop
Carcieri studeerde Internationale relaties aan Brown-universiteit. Hij begon wiskunde te geven op een middelbare school. Later werkte hij als bankier en zakenman. Hij bracht het tot uitvoerend vicepresident van Old Stone Bank. In 1981 verhuisde Carcieri naar Jamaica, om te werken voor de Rooms-katholieke hulporganisatie Catholic Relief Services. Twee jaar later keerden zij terug naar Rhode Island en kwam hij te werken bij Cookson Group. Hij werd CEO van Cookson America.
In 2002 stelde Carcieri zich verkiesbaar voor het gouverneurschap van de staat Rhode Island. In de verkiezingen versloeg hij de Democraat Myrth York. In februari 2003 brak er een brand uit in The Station Nightclub, waarbij meer dan honderd doden vielen. Carcieri verscheen veel in de media en kondigde uiteindelijk een moratorium af voor pyrotechniek bij een menigte met minder dan 300 mensen.
In december 2007 werd Rhode Island getroffen door een grote sneeuwstorm. Carcieri was in het Midden-Oosten en kon pas na de storm worden bereikt. Er was een meningsverschil tussen verschillende staatsinstellingen, omdat er niet op tijd een weeralarm kon worden gegeven. Daardoor konden bepaalde maatregelen niet worden genomen en was bijvoorbeeld de snelweg nauwelijks begaanbaar. Carcieri werd verweten dat hij niet voldoende had aangegeven wie verantwoordelijk was in het geval van afwezigheid.
Carcieri sprak in november 2009 zijn veto uit over een wet die burgers die een partner hadden van hetzelfde geslacht verbood om zorg te dragen voor de begrafenis. Deze wet was in het leven geroepen nadat de staat Rhode Island het lichaam van een man weigerde vrij te geven aan zijn (mannelijke) partner met wie hij 17 jaar een relatie had gehad. Ook dit veto werd in een tweede stemming door het Congres ontkracht.
In het fiscale jaar 2010 kampte de staat Rhode Island met een budgettekort van 528 miljoen dollar. Om geld te besparen kondigde Carcieri een 12-tal onbetaalde verlofdagen op voor staatsambtenaren. Deze regeling werd door de vakbond aangevochten en in zij werd door de rechter in het gelijk gesteld. Carcieri kondigde daarop aan dan wel tot ontslagen te moeten overgaan.
- Gemeinsame Normdatei: 1196242402
- International Standard Name Identifier: 0000 0001 1983 4417
- Library of Congress Control Number: no2011079698
- Virtual International Authority File: 170824247